# Autotron Rosmalen
Autotron Rosmalen is een beurs- en evenementencomplex in Rosmalen. Dit was de locatie van attractiepark Autotron, dat in 2003 werd gesloten. De autocollectie is overgegaan naar het Louwman Museum in Den Haag.
Autotron Rosmalen is een locatie voor diverse vak- en publieksbeurzen, zakelijke en publieksevenementen. Er vinden jaarlijks oldtimerbeurzen plaats, maar ook Artfair 's-Hertogenbosch, Wereldkampioenschappen darts 2007, Paper en Convenience en het Tennistoernooi van Rosmalen, Libéma Open.
De accommodatie bestaat uit drie hallen, drie zalen, een restaurant, een café en een groot buitenterrein. Dit buitenterrein werd in het veldrijden bekend als het parkoers van de Grote Prijs van Brabant, maar ook van de Europese kampioenschappen veldrijden 2018 en 2020.
Libéma is eigenaar van Autotron Rosmalen.
Ook vinden er in de hal van het Autotron televisieopnamen plaats zoals een uitzending van het TROS-programma De Eerste de Beste in 1988, waarin een wereldrecordpoging dominostenen omgooien gedaan. Sinds 2021 vinden de opnames van De Alleskunner en De Alleskunner VIPS hier plaats.